# José Fagnano Vero
José Fagnano Vero (en italien : Giuseppe Fagnano), né le 9 mars 1844 à Rocchetta Tanaro, dans la province d'Asti, dans le Piémont, en Italie, et mort le 18 septembre 1916 à Santiago, au Chili, était un prêtre salésien qui a consacré sa vie à la mission évangélisatrice de Juan Bosco, principalement en Patagonie.
Il entra au séminaire à l'âge de douze ans. Plus tard, il s'est porté volontaire pour assister la Croix-Rouge parmi les troupes de Giuseppe Garibaldi, mais il a préféré poursuivre ses études religieuses. En 1868, il fut ordonné prêtre. Il a été professeur à l'Université de Turin et préfet des écoles de Lanzo et de Varese.

## Œuvre en Patagonie
En 1870, il rencontre Don Bosco et l'assiste dans son travail. Il a 31 ans lorsqu'il arrive en Argentine en 1875 dans le premier groupe missionnaire envoyé par le fondateur de l'ordre, Mgr Juan Cagliero. Le 1er février 1876, il prend le poste de directeur de l'école de cette congrégation à San Nicolás de los Arroyos, première institution salésienne du continent américain. Celle ci allait plus tard devenir un centre d'éducation modèle.
En novembre 1879, Don Bosco qu'il postulait pour aller en Patagonie. En 1880, il commence son travail missionnaire en Patagonie et en Terre de Feu. À partir de ce moment, il servit de protecteur des aborigènes. Il a également visité les régions de Pringles, Conesa et General Roca. À Carmen de Patagones, il participe activement à l'animation de la ville. Il y est conseiller municipal et maire. Il fonde la Société italienne d'aide mutuelle et en devient le président. Il fait construire l'église et créé le premier groupe de musique, important des instruments qui n'existaient pas dans la région. Il poursuit en même temps son œuvre de missionnaires. Une rue de la ville portera son nom.

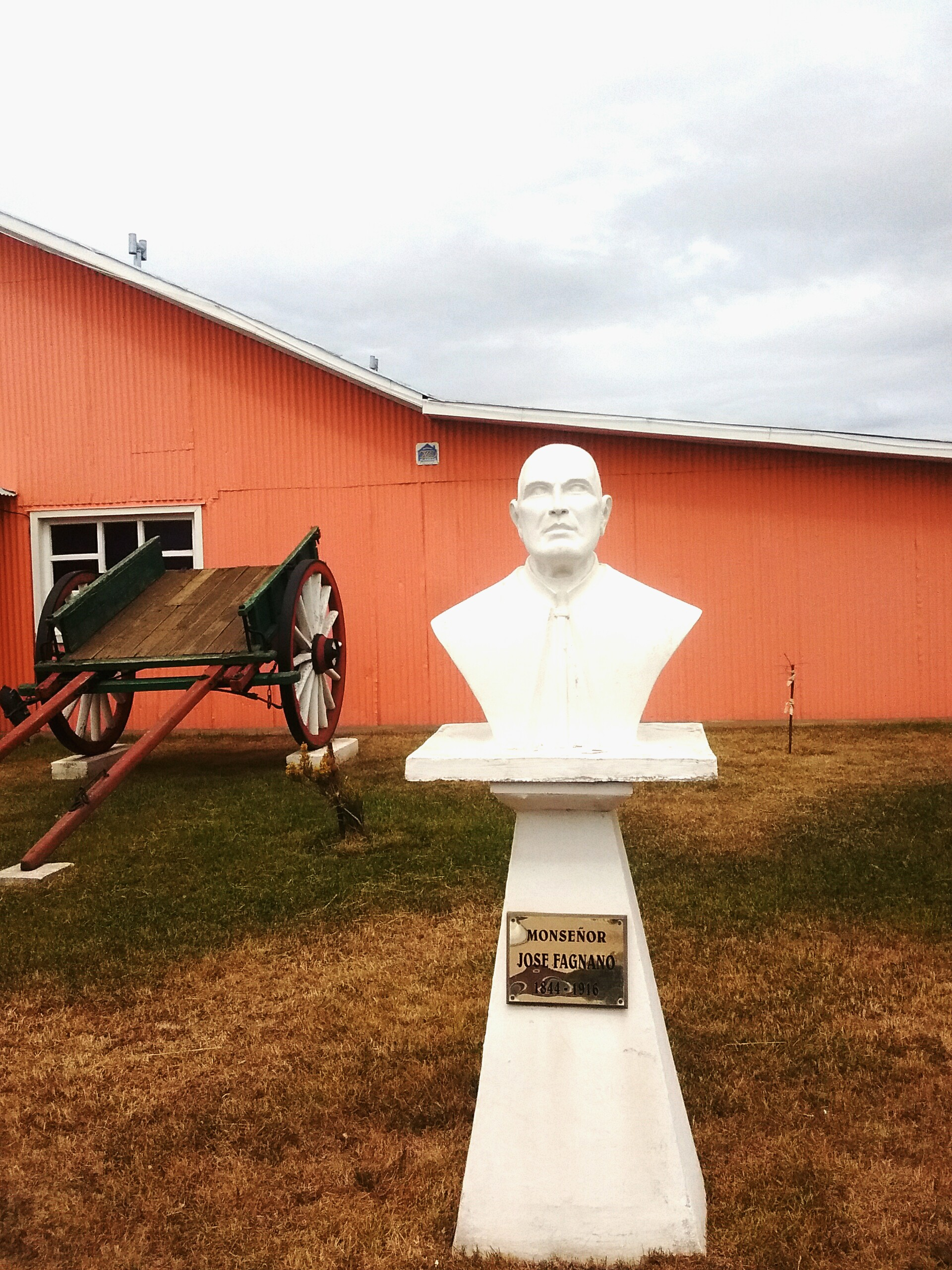
Monument à Fagnano au musée Virginia Choquintel

Le 21 novembre 1886, il partit avec la première expédition de Ramón Lista de la baie de Saint-Sébastien à la Terre de feu dont ils atteignirent la Baie Thetys le 13 janvier 1887. Une mission salésienne y fut fondée, dont subsistent toujours les rudimentaires bâtiments. Fagnano s'était alors opposé à Ramon Lista à qui il reprochait de soutenir les idéologies de conquête violente et d'occupation énoncées par le général Julio Argentino Roca et Estanislao Zeballos

## Mort
En 1916, il tomba malade et se rendit à Santiago, où il mourut le 18 septembre à l'âge de 72 ans. Ses restes reposent dans la cathédrale du Sacré-Cœur de Jésus à Punta Arenas (Chili). À Rocchetta Tanaro, une pierre tombale rappelle Fagnano.